# 冥王號鐵殼明輪炮艦

冥王號1842年前往中國

冥王號鐵殼明輪炮艦（H.C. steamer Pluto）是英國東印度公司的一艘鐵殼明輪炮艦。它於1839年下水，曾參與第一次鴉片戰爭與第二次英緬戰爭。

## 建造
1838年，英國政府的印度事務局與東印度公司董事會共同決定大規模擴張公司的輪船隊，向泰晤士河畔的造船廠訂購了三艘新的木殼明輪船，即塞索斯特利斯號、皇后號和克萊奧帕特拉號，1839年1月購買了一艘兩年新的愛爾蘭貨輪基爾肯尼號，並更名為芝諾比亞號。董事會不知道的是，印度事務局主席約翰·霍布豪斯在1838年還下令公司的秘密委員會秘密安排另造六艘鐵殼明輪炮艦，其中包括了復仇女神號與本艦。
冥王號與英國海軍同時期（1831-1861年）服役的一艘木殼明輪炮艦同名，它由費爾貝恩父子公司在倫敦米爾沃爾的造船廠（隔著泰晤士河與德普特福德相望）建造，1839年下水，造價40,315英鎊（約161,260美元），容積總噸450噸，容積淨噸（不計蒸汽機與燃煤空間）176噸，由兩具100匹額定馬力的蒸汽機推動明輪，也可使用風帆，配備1門32磅彈炮。六艘輪船中它最早完工，秘密委員會1839年9月16日下令冥王號在懷特島進行試航，由 I. P. Campbell擔任船長，同月要求海軍部讓英國海軍的理查德·弗朗西斯·克利夫蘭（Richard Francis Cleveland）中校擔任船長，詹姆斯·約翰斯通·麥克萊弗蒂（James Johnstone McCleverty）上尉擔任大副，公司並要求政府部門配合對目的地保密。然而兩人並未隨冥王號出航，而於1840年9月下旬指揮冥界火河號出航。1841年10月28日，冥王號終於前往東亞，是六艘輪船中最晚啟程的，艦長是英國海軍的約翰·都鐸（John Tudor）上尉，大副是皇家海軍的喬治·泰勒·艾雷（George Taylor Airey）上尉。

## 艦歷
冥王號離開英國後直航中國，於1842年4月下旬經過新加坡，於5月15日抵達香港，參與第一次鴉片戰爭中的吳淞戰役和鎮江戰役。
冥王號於1843年2月19日從中國抵達加爾各答，大副喬治·艾雷從都鐸少校手中接過艦長職務，他在未來的8年中繼續擔任本艦艦長。1843年4月6日，冥王號與復仇女神號一起離開加爾各答，於5月10日抵達孟買，在那裡進行大修，大修完成後，兩者都當成郵輪，在孟買和印度河三角洲之間運送郵件和部隊。
冥王號於1846年6月27日離開香港，於29日遇颱風嚴重受損，返回香港大修。
冥王號於1851年3月28日離開加爾各答前往新加坡，船長喬治·艾雷於4月20日因瘧疾在新加坡去世。
1852年本艦參與了第二次英緬戰爭。4月7日，英軍艦隊與本艦在仰光下錨，14日英軍攻陷仰光。5月17日，本艦當艦隊前鋒，探測勃生河的航道，溯河而上運兵，5月20日英軍攻陷勃生。此時本艦艦長英國海軍C. Burbank中校，官兵80人，裝備了7門炮：1門32磅弹炮、4門12磅彈炮、2門6磅彈炮。

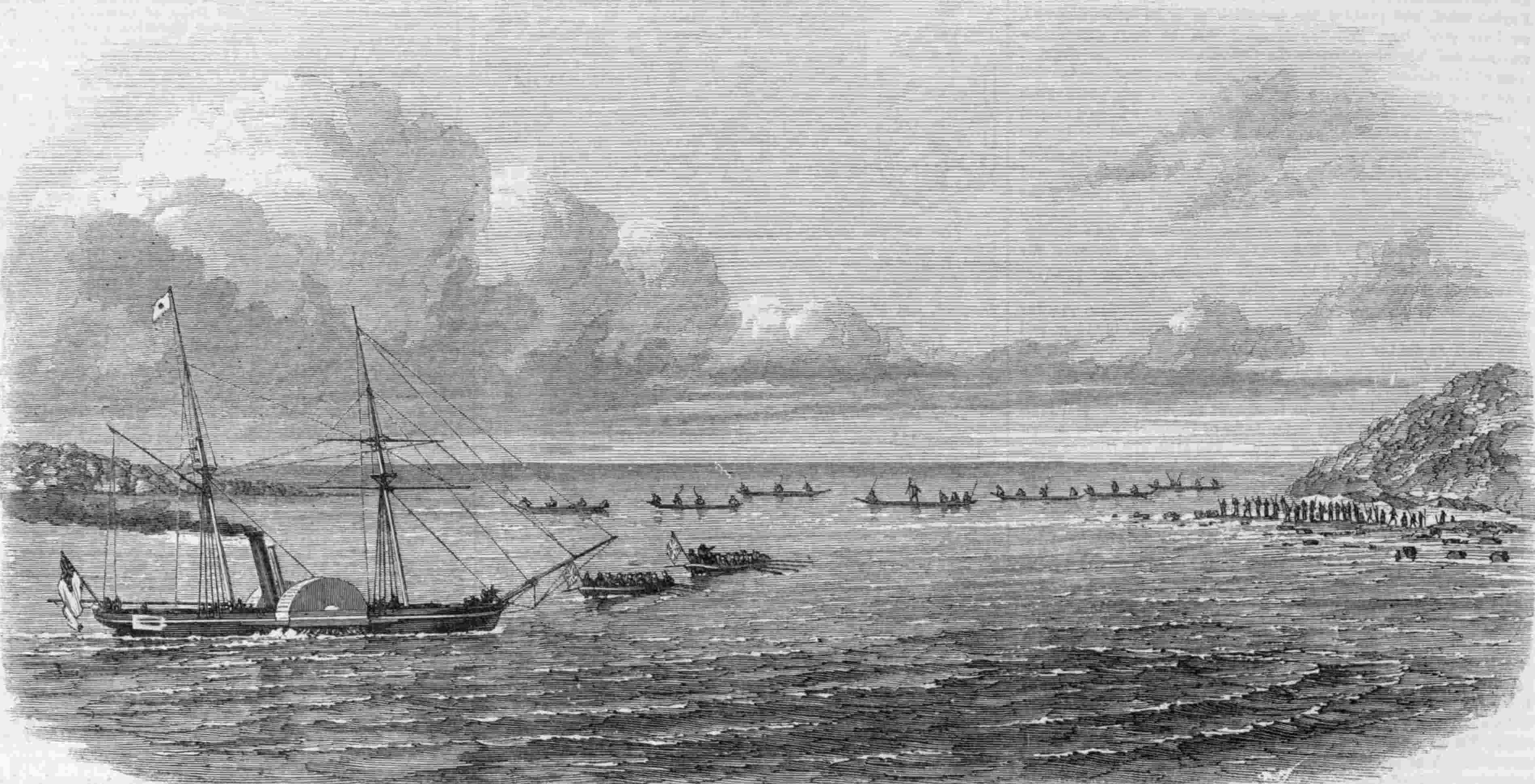
1858年安達曼群島探險 (Note: 1843年以前的本艦圖片顯示3桅，但本圖只有2桅，或許是大修時拆除了1根桅杆)

1857年印度民族起义後，印度政府計劃在安達曼群島關押叛軍與各地重犯，因此組織了一個考察隊，於1857年11月23日從加爾各答前往毛淡棉，換乘冥王號，冥王號的吃水淺，適合在淺水與珊瑚礁地區航行。本艦由貝克上尉（Baker）擔任艦長，於12月9日出發，2日後到達南安達曼群島的布萊爾港。考察隊經過考察，選擇在布萊爾港建監獄。

## 榮譽及紀念
本艦有14名軍官、18名普通艦員（總計32人）獲得1842年中國戰爭勳章。

## 引用
1. ↑  Marshall（2015年），第12-13页
2. ↑  . threedecks.org.   [2022-11-11]. （原始内容存档于2022-11-11）.
3. ↑  . Graces Guide.   [2022-11-09]. （原始内容存档于2022-11-09）.
4. ↑  Marshall（2015年），第14-15,32页
5. 1 2  Parker & Bowen（1929年），第235页
6. ↑  Marshall（2015年），第130页
7. ↑  Marshall（2015年），第161页
8. ↑  中國叢報（1846年），第445,449页
9. ↑  Marshall（2015年），第233页
10. ↑  Low（1877年），第241,247页
11. ↑  . 《愛丁堡憲報（英语：The Edinburgh Gazette）》. No. 6203. 1852-08-13: 694  [2022-11-11]. （原始内容存档于2022-11-07）.
12. ↑  Low（1877年），第488-489页
13. ↑  Mouat（1862年），第110-111页
14. ↑  . Illustrated London News. March 27, 1858: 316.
15. ↑  . （原始内容存档于2014-06-23）.